# Martin Witz
Martin Witz (Zúric, 1956) és un director de cinema i guionista suís de llargmetratges i documentals per a cinema i televisió.

## Vida
Després d'estudiar germanística, Literatura Popular Europea i Estudis Públics, va cofundar el Videoladen Zürich i hi va treballar fins al 1982. Des de llavors, Martin Witz ha treballat com a cineasta autònom, principalment a Suïssa i Alemanya. També treballa com a editor de cinema i dramaturg per a documentals en els camps de la història, la política i l'art.

## Filmografia
- 2020: Zürcher Tagebuch – narració (Director: Stefan Haupt)
- 2019: Rote Kapelle – narració – (Director: Carl-Ludwig Rettinger)
- 2018: Gateways to New York – Othmar H. Ammann and His Bridges. – Director, guió –
- 2017: A Long Way Home – muntatge – (Director: Luc Schaedler)
- 2015: Als die Sonne vom Himmel fiel – muntatge – 90 min. (Director: Aya Domenig)
- 2013: Die Gentlemen baten zur Kasse – guió, co-Director – 160 min. (Director: Carl-Ludwig Rettinger)
- 2013: Vergiss mein nicht – narració – 90 min. (Director: David Sieveking)
- 2011: The Substance – Albert Hofmanns LSD[2] Director, guió.
- 2010: Hugo Koblet – Pédaleur de Charme – guió – DokuFiction 90 min. (Director: Daniel von Aarburg)
- 2009: David wants to fly – narrador – (Director: David Sieveking)
- 2008: Letter to Anna – narrador – 85 min. (Director: Eric Bergkraut)
- 2007: Dutti der Riese – Director, guió – 90 min.
- 2006: Angry Monk – Eine Reise durch Tibet – muntatge – 90 min. (Director: Luc Schaedler)
- 2006: Ein Lied für Argyris – Narrador – 100 min. (Director: Stefan Haupt)
- 2005: Indische Regen-Ernte – Director, muntatge – 50 min.
- 2004: Der letzte Navigator – muntatge, narrador – 50 min. (Director: Ueli Meier)
- 2004: Samba für Singles – narrador – (Director: Rettinger/Richarz)
- 2002: Malaria – Director, muntatge – 50 min.
- 2002: Elisabeth Kübler-Ross – narrador, – 100 min. (Director: Stefan Haupt)
- 2002: Von Werra – guió – 95 min. (Director: Werner Schweizer)
- 1992: Die Reisen des Santiago Calatrava – Música – (Director: Christoph Schaub)
- 1997: Marthas Garten – guió – (Director: Peter Liechti)
- 1997: Noel Field (Director: Werner Swiss Schweizer)
- 1993: Ludwig 1881 – guió – (Director: F.&D. Dubini)
- 1992: Am Ende der Nacht – guió – (Director: Christoph Schaub)
- 1991: Immer und Ewig, premi al millor guió al XXIV Festival Internacional de Cinema Fantàstic de Sitges[3]
- 1989: Dreissig Jahre – guió – (Director: Christoph Schaub)
- 1988: Filou – guió – (Director: Samir)
- 1987: Wendel – guió – (Director: Christoph Schaub)